# Maison de l'académie des Beaux-Arts à Stockholm
La maison de l'académie des Beaux-Arts (en suédois : Konstakademiens hus), historiquement Sparreska palatset et Bielkeska huset, est un bâtiment du quartier de Norrmalm à Stockholm en Suède,

## Description
La maison de l'Académie des beaux-arts est un palais situé à l'adresse Fredsgatan 12, construit à l'origine en 1671 et reconstruit pour la dernière fois en 1897. 
La maison abrite l'académie royale suédoise des Beaux-Arts depuis 1775 et depuis 1994, le restaurant Fredsgatan 12 s'y trouve également.

## Architecture
Un palais de style classique a été construit en 1671-1672 en face de Jakobsgatan par le gouverneur de l'époque, Axel Carlsson Sparre (1620-1679).
Dans le hall d'entrée de l'Académie des Beaux-Arts, une plaque en pierre calcaire indique que Nicodème Tessin l'Ancien avait conçu l'édifice.
Un incendie en 1693 réduisit, entre autres, la place d'armes en cendres.
Lors du grand incendie de Klara en 1751 (sv), le palais fut transformé en une ruine incendiée, qui fut achetée en 1754 par le directeur des fonderies royales, Gerhard Meyer le Jeune. 
Un nouveau bâtiment principal a été construit. 
La propriété fut cedée en 1775 à l'Académie de Peinture et de Sculpture, qui changea plus tard son nom en Académie des Beaux-Arts.
Dans les années 1842-1846, le palais fut reconstruit par l'architecte Fredrik Blom pour créer une résidence monumentale pour l'Académie des Beaux-Arts. Le résultat de la reconstruction fut un corps principal avec deux ailes en saillie qui entouraient un jardin. 
L'architecture est néo-classique avec des touches de style néo-Renaissance.
Lors d'une renovation et d'un agrandissement effectués en 1893-1896 par le maître d'œuvre Gustaf Alfred Johansson d'après les plans d'Erik Lallerstedt, la maison de l'académie a acquis son style Renaissance actuel, tandis que l'ancien bâtiment principal a été transformé en un long bâtiment dans la partie nord de l'ensemble. 
Le bâtiment a été inauguré le 31 mai 1897. 
Parmi les partisans de la reconstruction figuraient Johan Nordenfalk le Jeune et Gunnar Wennerberg, tandis que le groupe d'artistes Opponenterna (sv) s'opposait au projet,,.
Le socle, les moulures et la décoration sculpturale sont en pierre calcaire rouge de Gotland.

## Intérieur
Près de l'escalier d'entrée se dressent deux statues en bronze, le Lion et le Cochon (sv). Les moules en plâtre originaux ont été introduits par Nicodème Tessin le Jeune à la fin du XVIIème siècle.

## Galerie

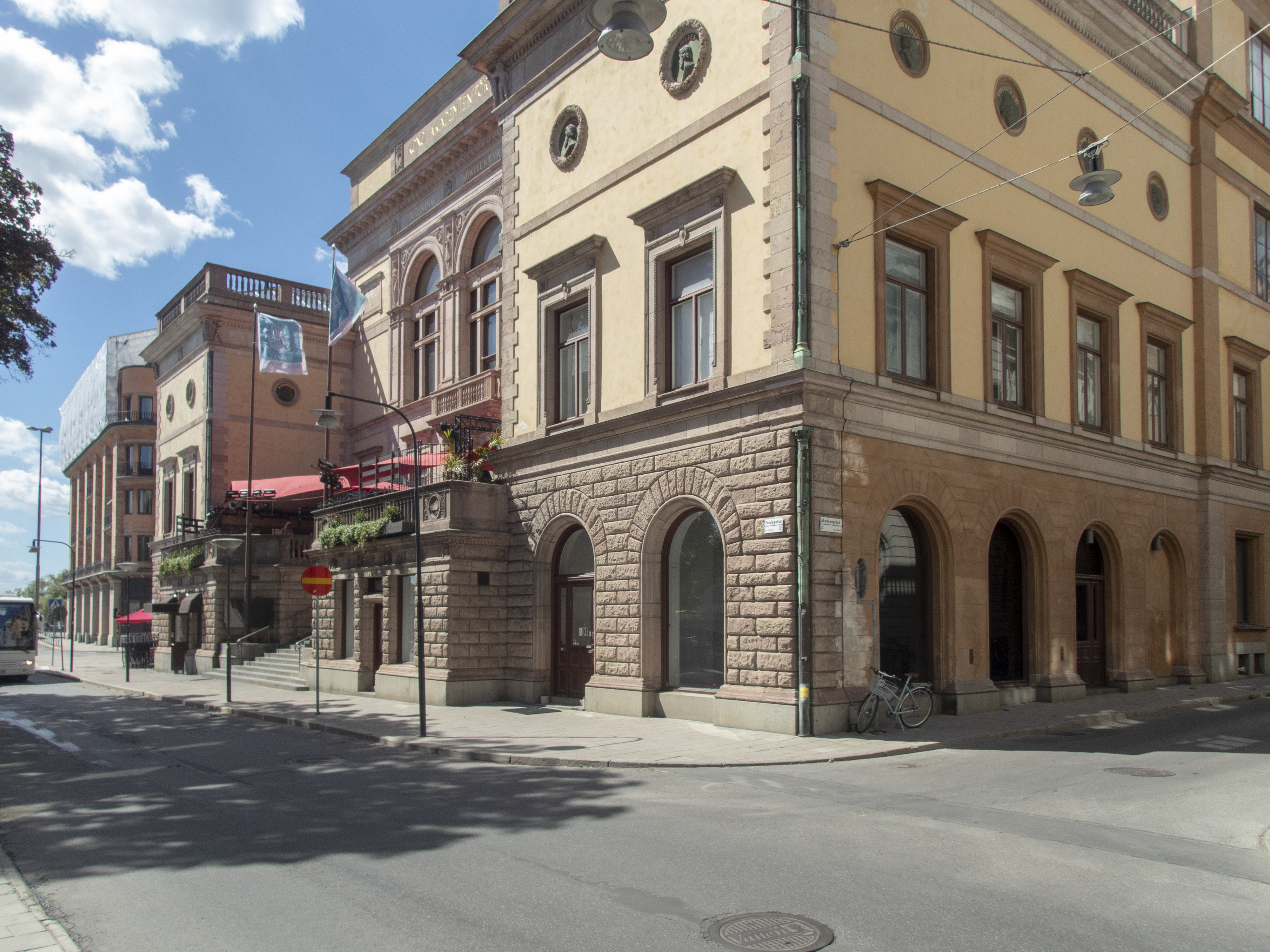
Fredsgatan 12.
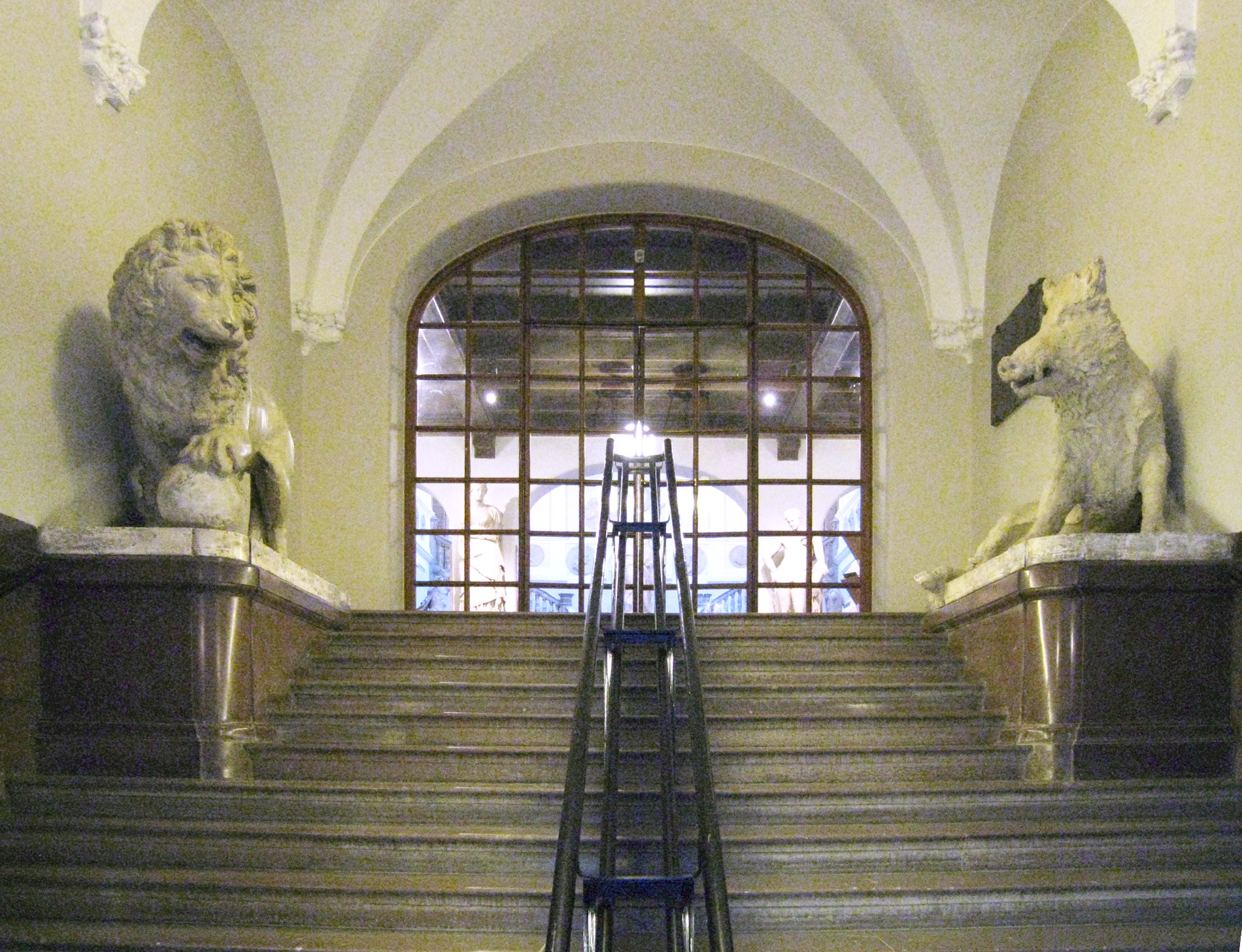
Le Lion et le Cochon.
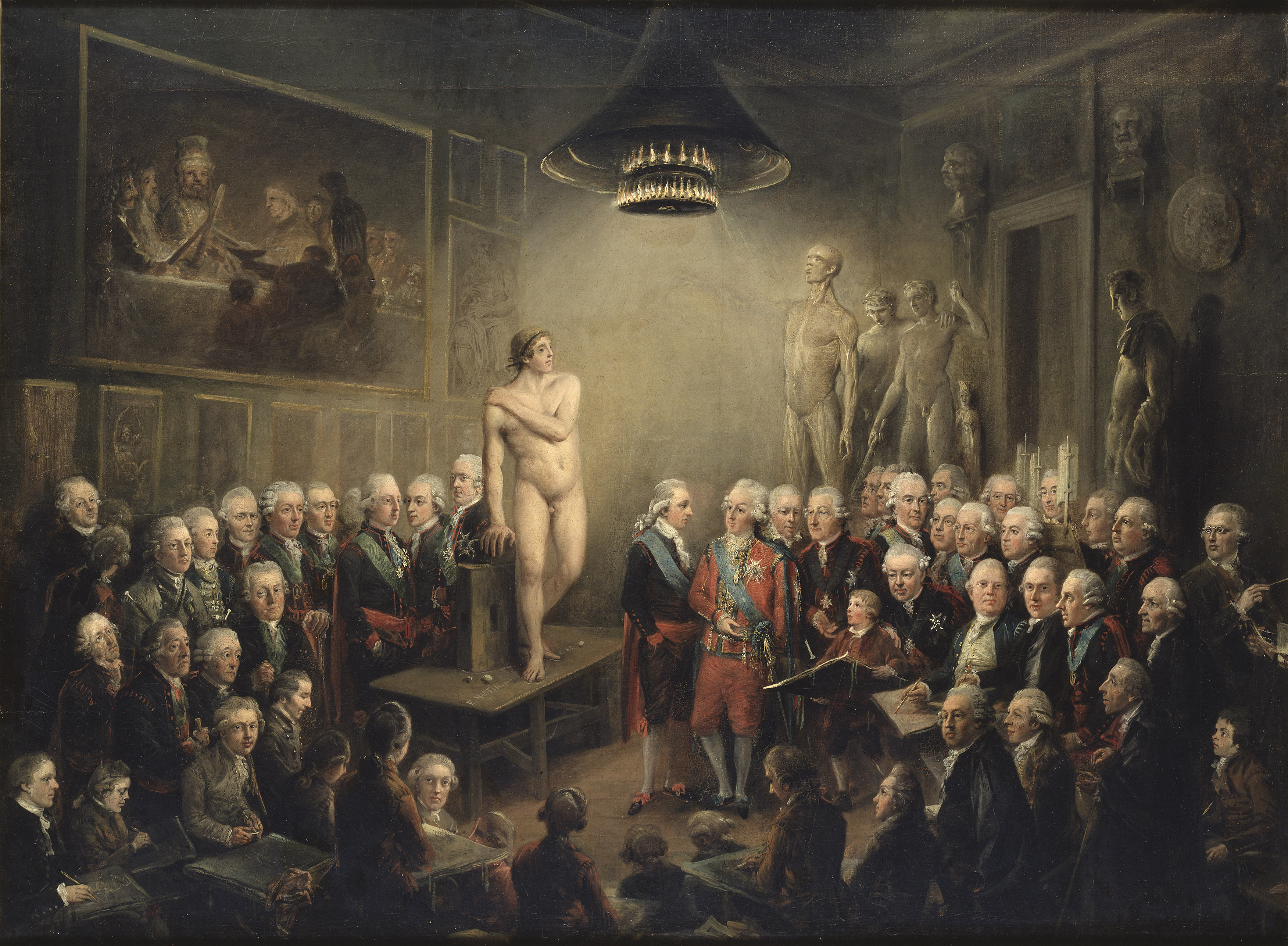
Gustave III visite l'académie des beaux-arts en 1782, peinture d'Elias Martin.
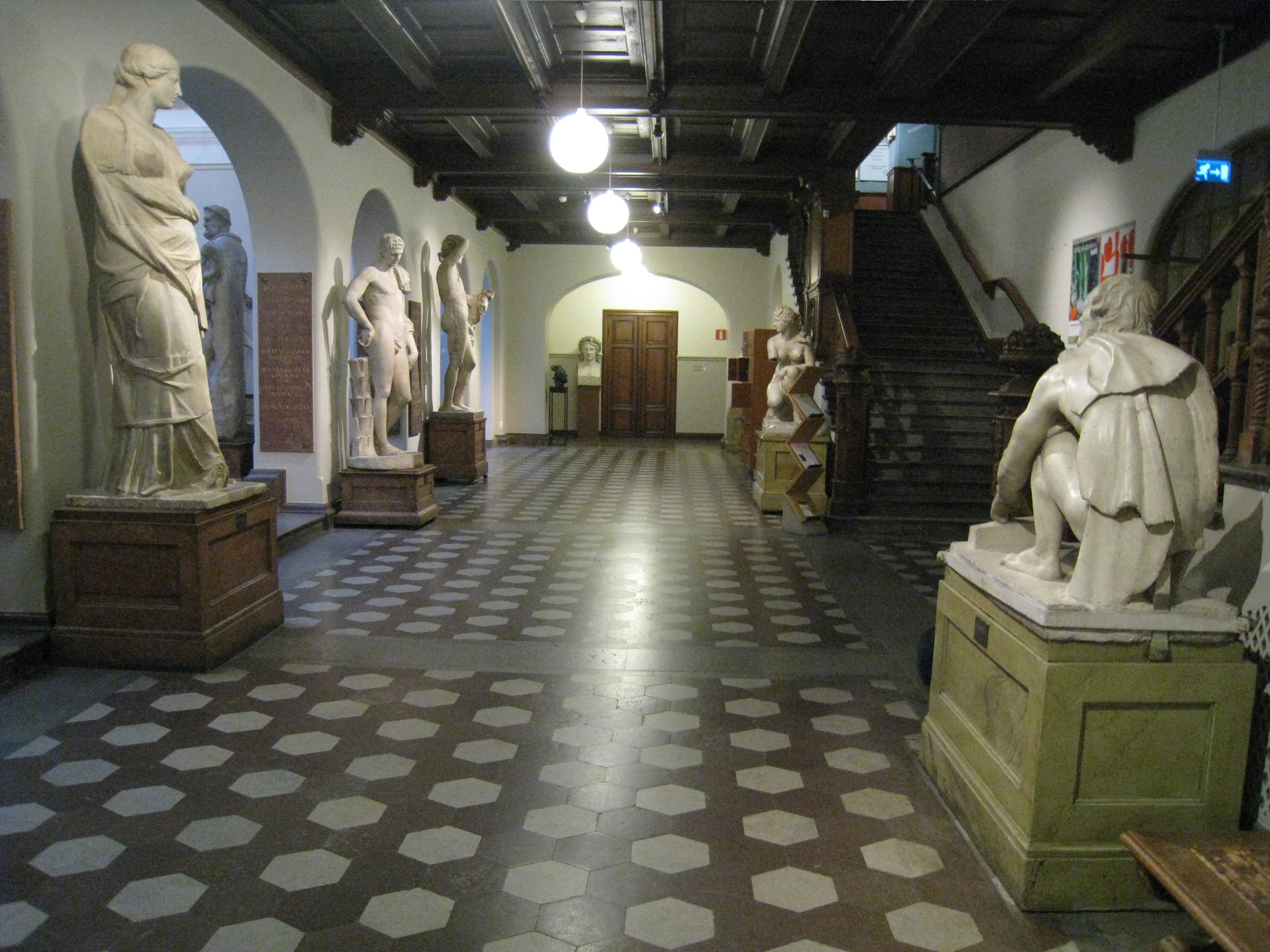
Hall de l'académie.